# Matías Menza
Matías Giovanni Menza Celis (Uruguay, 28 de julio de 1991) es un futbolista uruguayo. Juega de mediocampista.

## Clubes
| Club             | País           | Año         |
| ---------------- | -------------- | ----------- |
| Central Español  | Uruguay        | 2013 - 2014 |
| Miami F.C        | Estados Unidos | 2015 - 2017 |
| Santiago Morning | Chile          | 2017        |